# Tyuyamunite
La tyuyamunite est une espèce minérale très rare, vanadate d'uranyle et de calcium, de formule Ca(UO2)2V2O8·(5-8)H2O. Elle est membre du groupe de la carnotite. Elle est d'une couleur jaune canari brillante à cause de sa forte teneur en uranium. Pour la même raison, elle est radioactive. Elle a été nommée par Konstantin Avtonomovich Nenadkevich, en 1912, d'après son topotype, Tyuya-Muyun, vallée de Ferghana au Kirghizistan.

## Formation et transformation
La tyuyamunite se forme par altération de l'uraninite, un minéral contenant de l'uranium. La tyuyamunite étant un minéral hydraté, elle contient de l'eau. Lorsqu'elle est exposée à l'atmosphère, elle perd son eau. Ce processus transforme la tyuyamunite en un minéral différent appelé métatyuyamunite Ca(UO2)2(VO4)2·3-5H2O.